# Stephanie Beckert

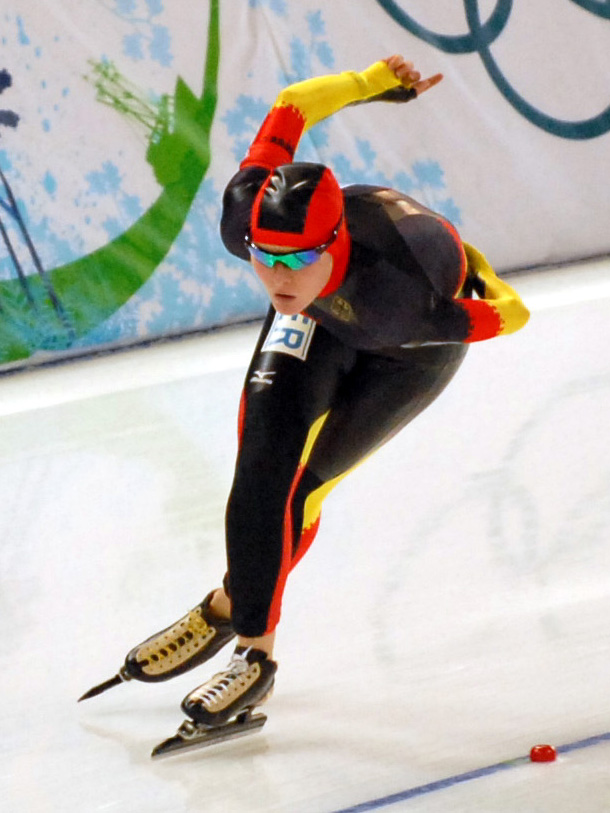
Stephanie Beckert tijdens de olympische 3000 meter in 2010

Stephanie Beckert (Sondershausen, 30 mei 1988) is een Duits oud-langebaanschaatsster.

## Biografie
Beckert komt uit een sportfamilie. Haar vader Detlef is een voormalige handballer en haar moeder Angela en haar broers en zussen waaronder Patrick zijn allemaal langebaanschaatsers.

### Schaatscarrière
In het seizoen 2003/04 debuteerde Beckert op een internationaal kampioenschap. Op het WK voor junioren eindigde ze op de 31e plaats. In 2005 en 2006 nam ze ook aan dit kampioenschap deel. In 2005 werd ze individueel 18e en met de ploegenachtervolging won ze de bronzen medaille. In 2006 eindigde ze op de 11e plaats en werd 5e met de ploegenachtervolging.
In het seizoen 2006/07 nam ze voor het eerst deel aan de wereldbekercyclus. In het seizoen 2008/09 won ze op 22 november 2008 in IJsbaan van Moskou haar eerste individuele afstandsmedaille, in een persoonlijk record werd ze derde op de 5000 meter achter Claudia Pechstein en Martina Sáblíková.
In 2009 debuteerde ze op de beide allround kampioenschappen in het schaatsen. Haar debuut op het Europees kampioenschap sloot ze, dankzij haar 6e plaats op de 3000 meter, af op de twaalfde plaats. Ook bij haar debuut op het wereldkampioenschap allround eindigde ze op de twaalfde plaats, op de afsluitende 5000m werd ze derde. Op 21 november 2009 reed Beckert in Hamar op de 5000 meter tegen Sáblíková en scherpte ze haar pr van 7.01,33 aan met ruim acht seconden tot 6.52,79. Op 4 december 2009 in Calgary pakte ze ook de 3000 meter.
Tijdens de Olympische Spelen in Vancouver won ze op 14 februari 2010 op de 3000 meter de zilveren medaille in 4.04,62. Tien dagen later won ze nogmaals zilver, ditmaal op de 5000 meter, in 6.51,39.
In het seizoen 2010/2011 deed ze van meet af aan goede zaken tijdens de wereldbekerwedstrijden op de lange afstanden. Ze versloeg op 27 november onder andere concurrente Sáblíková tijdens een rechtstreeks duel op de 5000 meter in Hamar. Vanwege een rugblessure kon ze volgens coach Markus Eichner op 8 januari 2011 niet starten op het EK Allround in Collalbo. In februari was ze er tijdens de WK Allround wel weer bij, maar kon daar geen potten breken door een zeer matige 500 meter. Ze werd twaalfde in het eindklassement, maar wel met twee persoonlijke records (500 en 5000 meter).
Tijdens de wereldbekerwedstrijd in Salt Lake City een week later scherpte Beckert haar persoonlijke record op de 5000 meter opnieuw met ruim twee seconden aan, door in het spoor van Sáblíková te blijven (die een wereldrecord reed) en tweede te worden. Haar voorlopig laatste wereldbekeroverwinning behaalde ze op 16 november 2012 op de 3000 meter in Thialf, Heerenveen. Hierna werden de prestaties van Beckert minder wegens aanhoudende rugklachten.

## Persoonlijk records
| Afstand    | Tijd    | Datum            | Baan           |
| ---------- | ------- | ---------------- | -------------- |
| 500 meter  | 41,98   | 12 februari 2011 | Calgary        |
| 1000 meter | 1.21,59 | 5 maart 2006     | Berlijn        |
| 1500 meter | 1.58,45 | 12 december 2009 | Calgary        |
| 3000 meter | 3.56,80 | 4 december 2009  | Calgary        |
| 5000 meter | 6.47,03 | 18 februari 2011 | Salt Lake City |

## Resultaten
| Jaar | EK Allround            | WK Allround           | WK Afstanden                     | Olympische Spelen                                         | Wereldbeker                         | WK Junioren          |
| ---- | ---------------------- | --------------------- | -------------------------------- | --------------------------------------------------------- | ----------------------------------- | -------------------- |
| 2004 |                        |                       |                                  |                                                           |                                     | NC31                 |
| 2005 |                        |                       |                                  |                                                           | 18e · achtervolging                 |                      |
| 2006 |                        |                       |                                  |                                                           |                                     | 11e 5e achtervolging |
| 2007 |                        |                       |                                  |                                                           | 21e 3/5 km (12e, 15e, 6e*, -, -, -) |                      |
| 2008 |                        |                       |                                  | 16e 3/5 km (-, -, 11e(b)*, 3e(b), 4e(b)*, 8e, 12e)        |                                     |                      |
| 2009 | 12e (26e, 6e, 20e, 6e) | 12e · (24e, 10e, 20e, | 8e 3000m 4e 5000m                | 4e 3/5 km · (9e, 8e, *, 9e, *, 4e)                        |                                     |                      |
| 2010 | 10e · (26e, , 19e,     | 12e · (24e, , 19e,    |                                  | 3000m · 5000m · Achtervolging                             | 3/5 km · (, *, , )                  |                      |
| 2011 |                        | 12e · (24e, , 20e,    | 3000m · 5000m · Achtervolging    |                                                           | 3/5 km · (, *, 20e, *, )            |                      |
| 2012 |                        |                       | 3000m · 5000m · 5e Achtervolging | 3/5 km · (8e, 11e, *, , *, ) · 12e Grand World Cup        |                                     |                      |
| 2013 | NC17 (26e, 5e, 17e)    |                       | 7e 3000m 5e 5000m                | 4e 3/5 km · (, 4e, 4e*, 5e, *, 12e) · 14e Grand World Cup |                                     |                      |
| 2014 |                        |                       |                                  | 17e 3000m 8e 5000m                                        | 27e 3/5 km                          |                      |
| 2015 |                        |                       | 8e 5000m                         |                                                           | 29e 3/5 km                          |                      |
| 2016 |                        |                       | 20e 3000m                        | 24e 3/5 km                                                |                                     |                      |
| 2017 |                        |                       | 16e 3000m                        | 29e 3/5 km                                                |                                     |                      |
| 2018 |                        |                       |                                  |                                                           | 40e 3/5 km                          |                      |

NC = drie van de vier afstanden gereden

### Medaillespiegel
| Kampioenschap          | Goud | Zilver | Brons |
| ---------------------- | ---- | ------ | ----- |
| Olympische Spelen      | 1    | 2      | 0     |
| WK Afstanden           | 0    | 3      | 2     |
| Wereldbeker 3000m      | 4    | 4      | 3     |
| Wereldbeker 5000m      | 1    | 5      | 2     |
| Wereldbeker klassement | 0    | 3      | 0     |
| WK Junioren            | 0    | 0      | 1     |

2006: Anschütz-Thoms/Friesinger/Opitz/Pechstein/Völker ·
2010: Anschütz-Thoms/Beckert/Friesinger-Postma/Mattscherodt ·
2014: Van Beek/Leenstra/Ter Mors/Wüst ·
2018: Kikuchi/Sato/M. Takagi/N. Takagi ·
2022: Blondin/Maltais/Weidemann
1. ↑  Rug Beckert speelt weer op Telegraaf, 10 november 2012